# المسيحية في لاوس

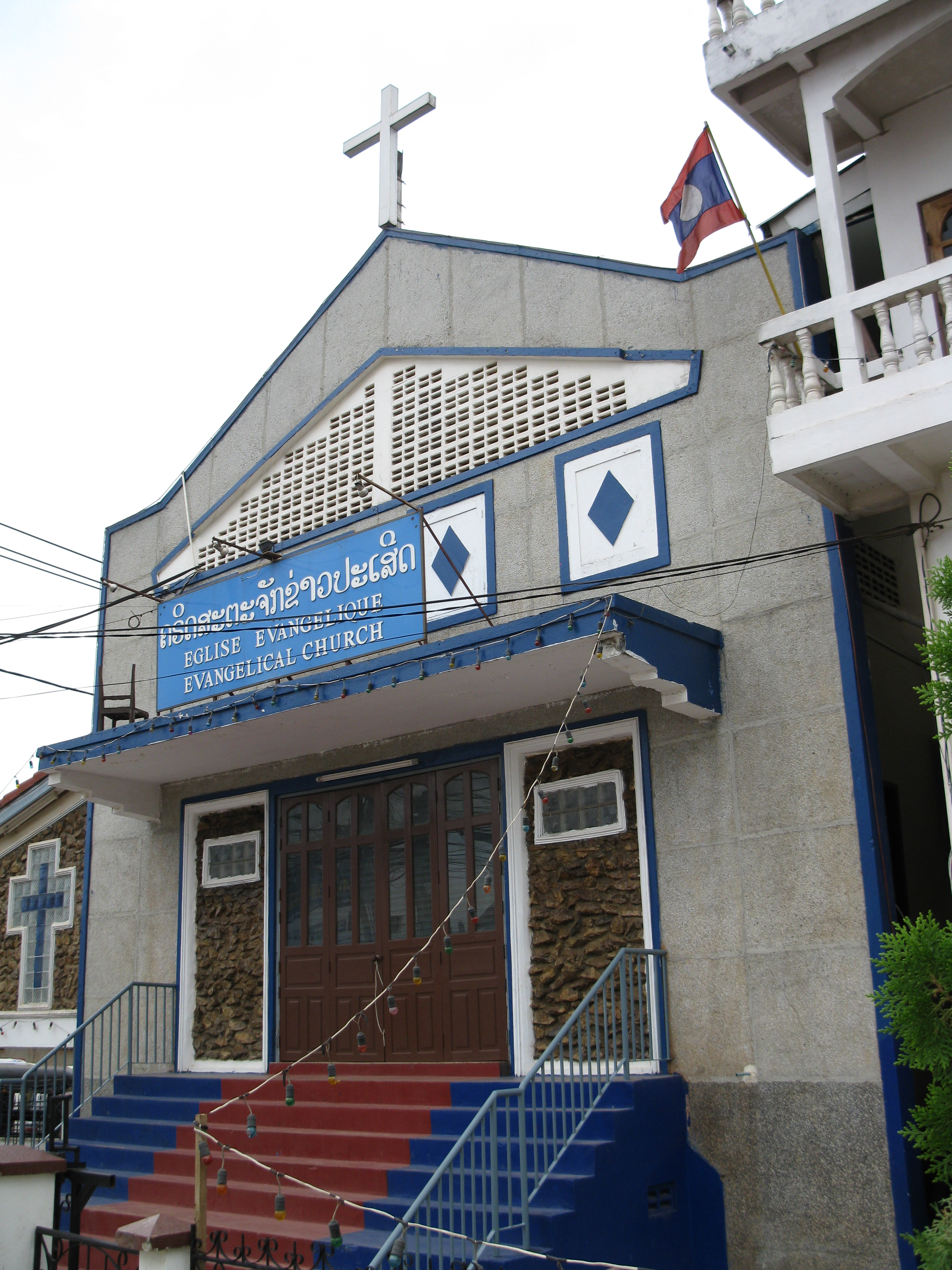
الكنيسة بروتستانتية الإنجيلية في فيينتيان.

تُشكّل المسيحية في لاوس ثالث أكثر الديانات انتشاراً بين السكان بعد البوذية وديانة لاوس الشعبيَّة، وبحسب دراسة مركز بيو للأبحاث عام 2010 يعتنق حوالي 1.5% من مجمل سكان لاوس المسيحية دينًا. في عام 2013 بلغ عدد أتباع المسيحية في لاوس 150,000 نسمة، مقسمون بين البروتستانت والكاثوليك. ويتوزع مسيحيي البلاد على ثلاث كنائس كبرى في لاوس وهي الكنيسة الإنجيلية في لاوس، والكنيسة السبتيَّة والكنيسة الرومانية الكاثوليكية. تقليديًا كان معظم المسيحيين في لاوس جزء من المعارضين للنظام الشيوعي، وذلك على الرغم من عدم وجود عداء لرجال الدين من قبل النظام الشيوعي في البلاد.
يتعرض المسيحيين في لاوس لأشكال من الإضطهاد، وفقًا لتقارير من حكومة الولايات المتحدة وغيرها من الحكومات والمؤسسات الحقوقية كانت هناك محاولات من قبل الحكومة في لاوس لإجبار المسيحيين بالتخلي عن دينهم، وقد أغلقت عدد من الكنائس المسيحية. ووفقًا للتقارير هناك اثنين من السجناء الدينيين في لاوس، وكلاهما عضو من الكنيسة الإنجيلية في لاوس، كما تم إغلاق كنيسة في محافظة سافانخت من قبل الحكومة وذلك في عام 2005، وقد نفت الحكومة في لاوس أنها قد أغلقت الكنائس أو سجن المسيحيين بسبب معتقداهم. في عام 2010 دعت منظمة العفو الدولية الحكومة في لاوس للسماح بحرية التعبير.

## تاريخ

### التاريخ المبكر

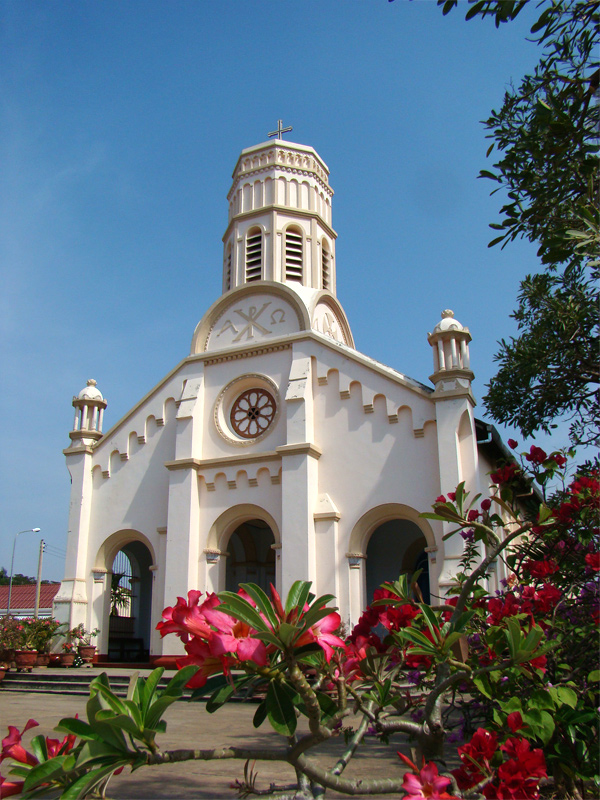
كاتدرائية القديسة تريزا في سافانخت.

في القرن الرابع عشر انضمت لاوس الحالية إلى تايلاند كجزء من مملكة لان سانغ، وبحلول عام 1550 أصبحت البوذية الديانة السائدة فيها. ويُشير المؤرخين إلى أنَّ مملكة لان سانغ هي مقدمة لدولة لاوس الحالية وأساس هويتها الوطنية التاريخية والثقافية. تدهورت أحوال مملكة لان سانغ في القرن السابع عشر، نتيجة لصراعات السلالات. خلال هذه الحقبة وصلت إلى البلاد بعض البعثات اليسوعية، منهم الراهب اليسوعي الإيطالي جيوفاني ليرا مدينة فيينتيان في عام 1630. وفي عام 1666، نجح لويس لانو، النائب الرسولي الأول لسيام (1673-1696)، في تبشير قرية لاوسية في سيام، بالقرب من أيوثايا. أدى تقبل هؤلاء الناس للمسيحية واعتناقها إلى دفع لويس لانو لإرسال المبشرين إلى لاوس وتأليف «تعليمات للإرساليات في لاوس». حالت الثورة السيامية عام 1688 دون استمرار البعثات الكاثوليكية في لاوس، ولن يتم إحياؤها حتى أواخر القرن التاسع عشر، على الرغم من أن التضاريس الصعبة استمرت في إعاقة جهود التبشير خلال القرن العشرين. وكانت الثورة السيامية عام 1688 ثورة شعبية كبيرة في مملكة أيوثايا السيامية مما أدى إلى الإطاحة بالملك السيامي الموالي لفرنسا ناراي. استغل الماندرين فيتراشا، الذي كان سابقًا أحد مستشارين ناراي العسكريين الموثوق بهم، مرض ناراي المسن، وقتل وريثه المسيحي، جنبًا إلى جنب مع عدد من المبشرين المسيحيين ووزير خارجية ناراي المؤثر والمغامر اليوناني قسطنطين فاولكون. ونتيجة للثورة، قطعت مملكة أيوثايا علاقات مهمة مع الغرب، باستثناء شركة الهند الشرقية الهولندية، حتى القرن التاسع عشر. تعافت مملكة لان سانغ ووصلت إلى ذروة قوتها السياسية والاقتصادية خلال القرن السابع عشر تحت حكم الملك سورينا فونغسا، والذي أصبح أطول فترة حكم لملوك لان زانغ (1637-1694). في أربعينيات القرن السادس عشر، وصل المستكشفون الأوروبيون الأوائل الذين تركوا سردًا تفصيليًا للمملكة والذين كانوا يتطلعون إلى إقامة التجارة وتأمين أحوال المتحولين إلى المسيحية.
في أواخر القرن الثامن عشر، فرضت سيام هيمنتها على جزء كبير مما هو الآن لاوس. تم تقسيم المنطقة إلى إمارات تركزت في لوانغ برابانغ في الشمال، وفينتيان في الوسط وتشامباساك في الجنوب. بعد استعمار الفرنسيين لفيتنام، حل الفرنسيون محل السياميين وبدأوا في دمج كل لاوس في الإمبراطورية الفرنسية. حددت المعاهدة الفرنسية السيامية لعام 1907 حدود لاوس الحالية مع تايلاند.

### الفترة الاستعمارية

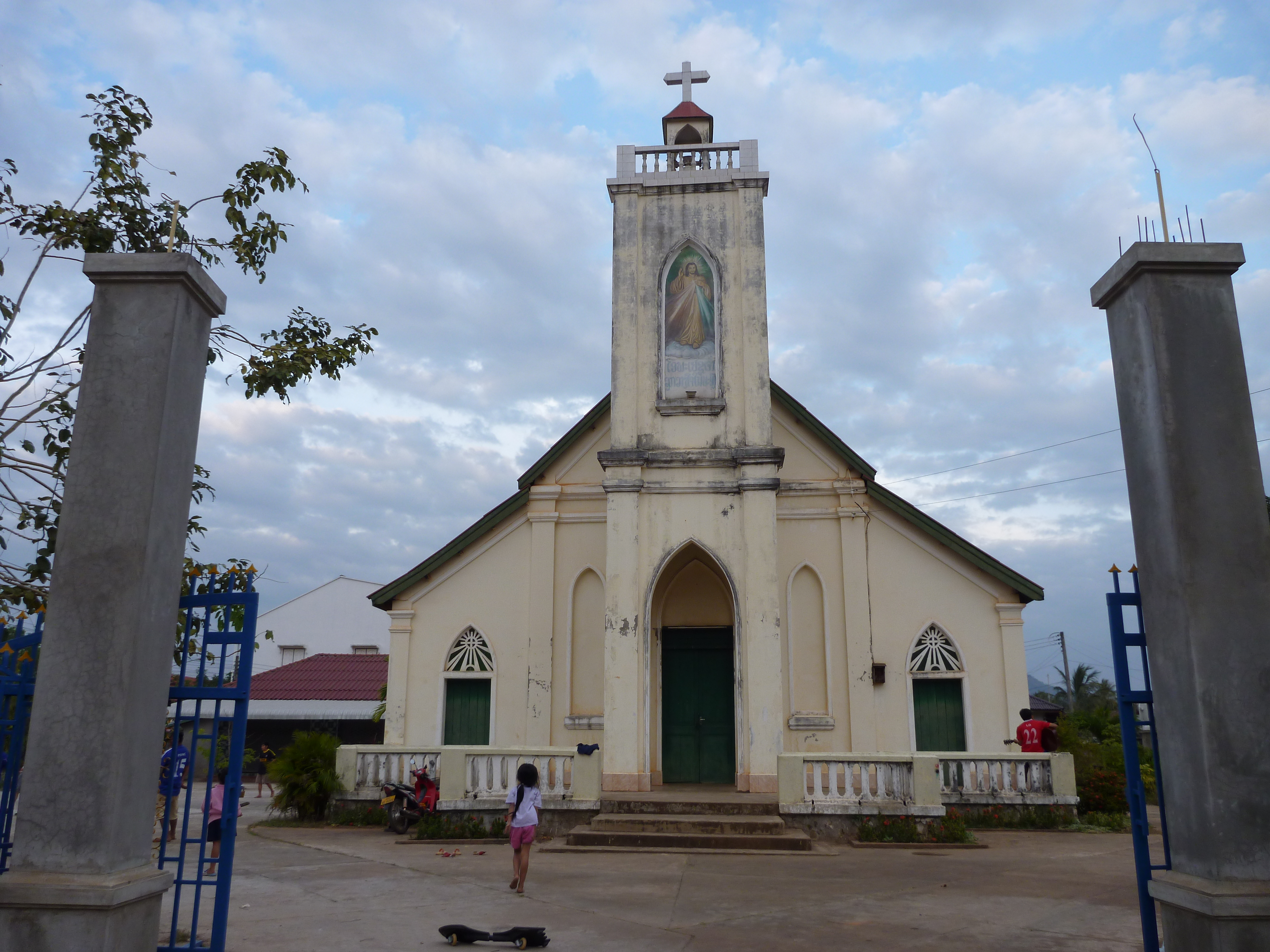
كاتدرائية القلب الأقدس في باكسي.

في أواخر القرن التاسع عشر ميلادي وبعد هجوم جيش العلم الأسود وتدمير مملكة لوانغ فرابانغ انضمت المملكة الي المستعمرات الفرنسية في الهند الصينية بعد ذلك تم ضم مملكة شامباساك ومنحت مملكة فيانتيان حكمها خاصًا كمستعمرة فرنسية وأصبحت هذه المنطقة مهمه لفرنسا. لم تمثل المستعمرة الفرنسية أكثر من 1% من مجمل الصادرات الفرنسية من المستعمرات الواقعة في الهند الصينية وقبل عام 1940م كان يعيش 400 شخص فقط من المواطنين الفرنسين في لاوس. في القرن التاسع عشر، تم تنصير العديد من سكان لاوس إلى المذهب الكاثوليكي والذين عاشوا في المنطقة الشمالية حول سام نيوا، بالقرب من حدود فيتنام، إلى حد ما من غرب تونكين (هانوي). نشأت الجهود التبشيرية أيضًا والقادمة من كمبوديا في عام 1852، على الرغم من أنها باءت بالفشل في النهاية. معظم المسعى التبشيري في الشرق
في عام 1881 اكتشف كاهنان من أوبون (جان برودوم وفرانسوا غيغو) من مؤسسة بعثات باريس التبشيرية، تجارة سرية وممنوعة للعبيد وبدأوا في مساعدة المئات من العبيد للحصول على الحرية من خلال اعتاقهم. بين عام 1881 وعام 1887، تم إنشاء تسع مجتمعات مسيحية من العبيد السابقين، وتبعتها حركة قوية من التحولات، على الرغم من أنه لا يمكن استغلالها بالكامل بسبب نقص المبشرين. من الضفة اليمنى لنهر ميكونغ، انتقل جان برودوم في عام 1883 إلى الضفة اليسرى، حيث قام الفرنسيون، الذين تم تنصيبهم في كوشين الصين وكمبوديا، بتوسيع نطاق حمايتهم في عام 1893 على مملكتي لوانغ برابانغ وفينتيان، مما أدى إلى ظهور لاوس الحديثة. تقلصت التحويلات إلى المسيحية على طول الضفة اليمنى لنهر ميكونغ، لكنها زادت على طول الضفة اليسرى. افتتحت الكنيسة الأولى في فينتيان في عام 1896 وأول مكان إقامة دائم في عام 1910. تم إنشاء نيابة رسولية في لاوس، والتي شملت حدودها كل من لاوس وسيام الشرقية، في عام 1899، وفي ذلك العام عندما كان هناك 8,000 كاثوليكي وحوالي 2,000 مسيحي آخر في المنطقة. لم يبدأ أحد المبشرين العمل في القسم الشمالي حول لوانغ برابانغ حتى عام 1929.
خلال الحرب العالمية الثانية وقعت المنطقة تحت الاحتلال الياباني لفترة قصيرة وأعلنت البلاد استقلالها في عام 1945م بعد هزيمة اليابان في الحرب لكن الجنرال شارل ديجول أعاد المنطقة للسيطرة الفرنسية وفي عام 1950م أعلنت لاوس كدولة داخل الاتحاد الفرنسي وأستمر هذا الوضع حتى عام 1954م عندما منحت لاوس أستقلالها الكامل وأصبحت دولة ملكية دستورية تحت حكم ملك مملكة فيانتيان.

### الاستقلال والحرب

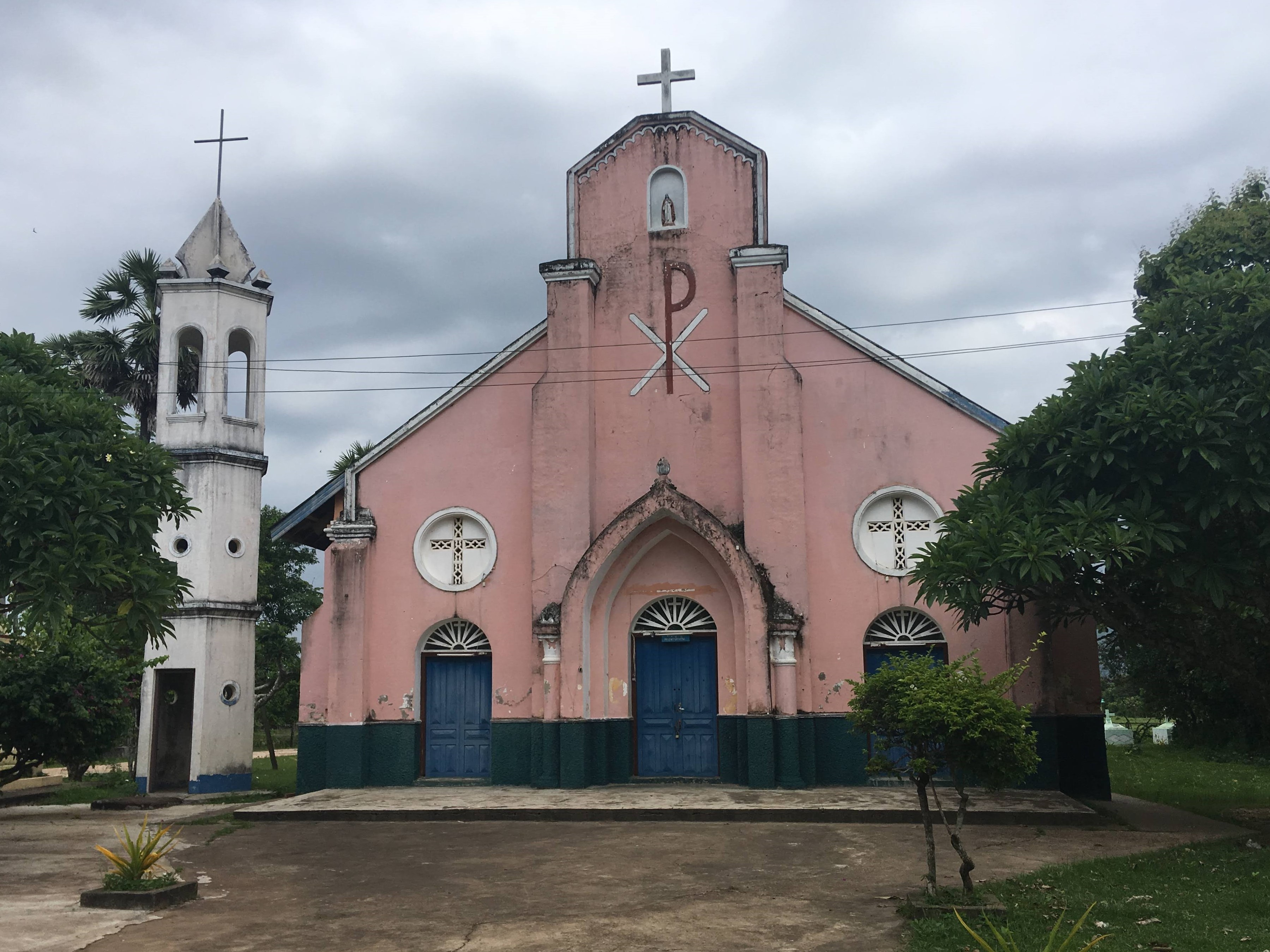
كنيسة كاثوليكية في بلدة تشامباساك.

أعلن سيسافانغ فونغ ملك لوانغ برابانغ الاستقلال عن فرنسا في 19 يوليو عام 1949، قبل استسلام اليابان مباشرة، وسيطرت الحماسة القومية على المنطقة. في سبتمبر من عام 1945، اتحدت فينتيان وشامباساك مع لوانغ برابانغ لتشكيل حكومة مستقلة تحت راية لاو إيسارا («لاوس الحرة»). لكن الحركة لم تدم طويلاً. في غضون ستة أشهر، أعادت القوات الفرنسية احتلال البلاد ومنحت لاوس حكماً ذاتياً محدوداً بعد انتخابات الجمعية التأسيسية. خلال حرب الهند الصينية الأولى بين فرنسا والحركة الشيوعية في فيتنام، شكل الأمير سوبانوفونغ («أرض لاوس»)، وهي مجموعة مقاومة شيوعية. لم تُمنح لاوس السيادة الكاملة حتى مؤتمر جنيف للسلام، الذي عقد في عام 1954 بعد هزيمة فيتنام للفرنسيين. بعد الانتخابات التي أجريت في عام 1955، تم تشكيل أول حكومة ائتلافية بقيادة الأمير سيسافانغ فاثانا. في عام 1958، وسط استقطاب متزايد للعملية السياسية، تولت القوى اليمينية الحكومة، التي عملت جنبًا إلى جنب مع ملك دستوري.
في عام 1963م انسحب الشيوعي الأمير سوفانوفونغ من الحكومة الائتلافية واندلع القتال من جديد بين الباتيت لاو المتركزين في شمال لاوس وقوات الحكومة في غرب لاوس، تلقى الباتيت لاو دعما من مستشارين عسكريين من الصين والاتحاد السوفييتي ومن آلاف الجنود من فيتنام الشمالية. أما قوات الحكومة الملكية فقد ساندتها قوات من تايلاند ومن فيتنام الجنوبية كما ساعدها مستشارون عسكريون من الولايات المتحدة. استمرت الحرب حتى عام 1970م عندما حققت قوات الباتيت لاو الشيوعية سيطرة كاملة علي شرقي لاوس وانقهرت القوات الملكية فقط في غربي لاوس فقط. دعمت القوات الشيوعية بقيادة الأمير سوفانوفونغ واعتبرت فيتنام الشمالية بلدا شقيقا وسمحت لقواتها بعمل طرق الإمدادات لحربها ضد جارتها فيتنام الجنوبية المدعومة من قبل الولايات المتحدة الأمريكية وخلال حرب فيتنام كانت فيتنام الشمالية تستخدم طريق هوشي منه الذي يعبر في لاوس وكمبوديا لنقل القوات والذخائر والمؤن إلى داخل فيتنام الجنوبية، وقامت طائرات الولايات المتحدة بقصف هذا الطريق ومناطق أخرى داخل لاوس. وفي عام 1971م قامت قوات فيتنام الجنوبية تدعمها قاذفات القنابل والطائرات المروحية الأمريكية بالعبور داخل لاوس لمهاجمة طرق التموين والإمداد الشيوعية.
بحلول عام 1963، احتوت لاوس على ثلاثة نيابات رسولية: فينتيان (تم إنشاؤها في عام 1952 لتشمل محافظة فينتيان ولوانغ برابانغ، التي أقيمت في عام 1938)، ولوانغ برابانغ (جزء من نيابة فينتيان الرسولية حتى عام 1963)، وسافاناكت. أسندت رعاية نيابة فينتيان ولوانغ برابانغ الرسولية، في الشمال، أُسندت إلى رهبنة الحبل بلا دنس، والذي وصل أعضائها لأول مرة في عام 1937؛ في حين عُهد رعاية نيابة سافاناكت الرسولية إلى مؤسسة بعثات باريس التبشيرية. وعلى الرغم من أن البوذية كانت دين الدولة في لاوس، فقد ضمت النيابات الرسولية الثلاثة في لاوس حوالي 28,000 كاثوليكي وحوالي 82 كاهن رعية وحوالي ستة كهنة علمانيين وحوالي 48 راهب وحوالي 124 راهبة كاثوليكية. إلى جانب حوالي 45 مدرسة كاثوليكية التحق فيها 8,000 طالب من مختلف الديانات.

### جمهورية لاوس الديمقراطية الشعبية

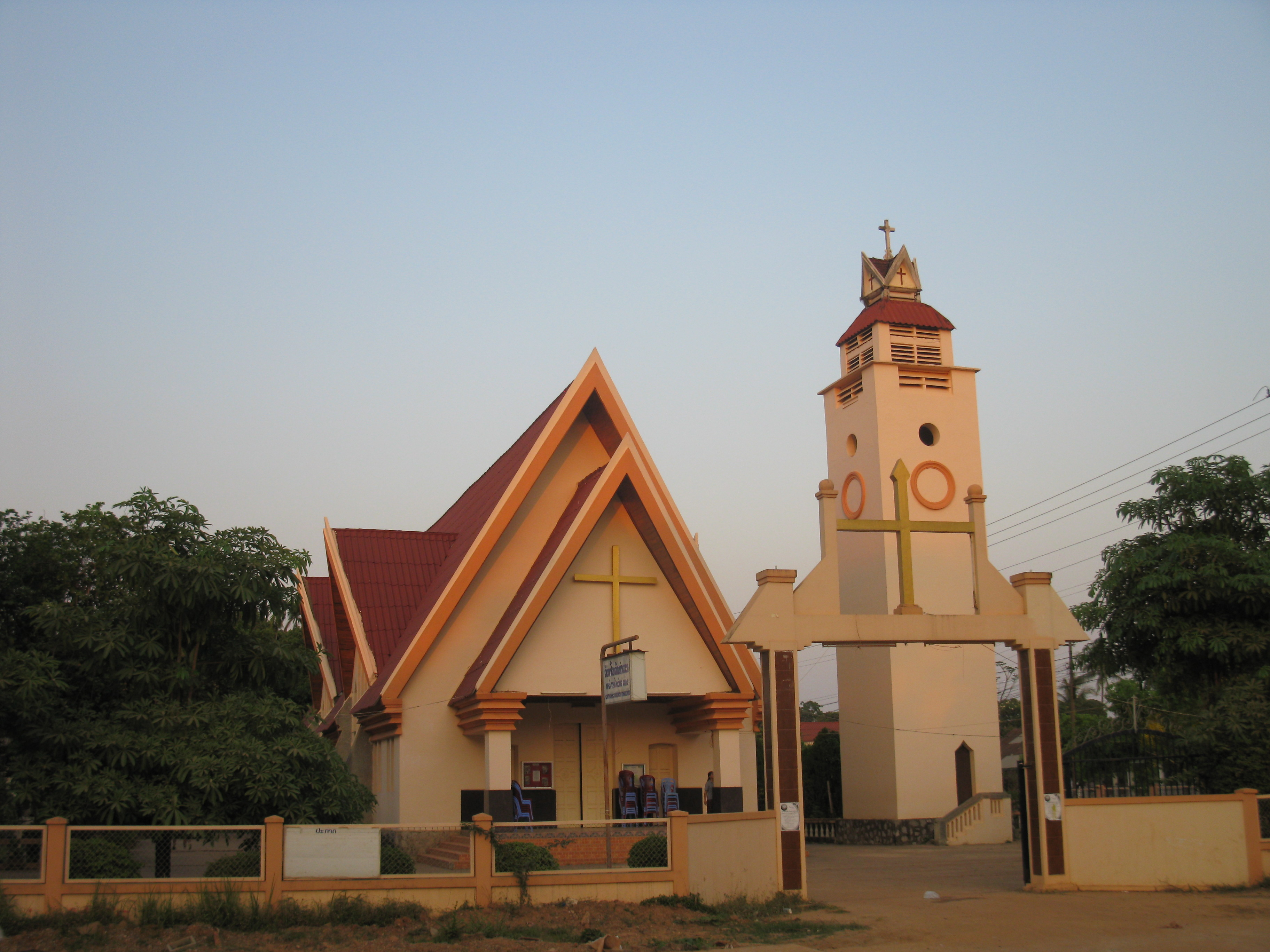
كنيسة كاثوليكية في بلدة ثاكيك.

كان للحرب في لاوس عواقب وخيمة على الكنيسة. في عام 1972، أعاد الحزب الشيوعي في البلاد تسمية نفسه باسم حزب الشعب الثوري اللاوسي وأصبح جزءًا من حكومة ائتلافية جديدة في عام 1973، بعد فترة وجيزة من اتفاقية فينتيان لوقف إطلاق النار. ومع ذلك، استمر الصراع السياسي بين الشيوعيين والمحايدين واليمينيين. أدى سقوط سايغون في فيتنام وبنوم بنه بكمبوديا على أيدي القوات الشيوعية في أبريل من عام 1975 إلى تسريع تدهور التحالف في لاوس. بعد أشهر من الانتصارات الشيوعية في فيتنام، دخل سيطر حزب الشعب الثوري اللاوسي على فيينتيان. في 2 ديسمبر من عام 1975 تنازل ملك لاوس عن عرشه وشرع حزب حزب الشعب الثوري اللاوسي في إقامة دولة شيوعية.
بمجرد الشيوعيين وصول إلى السلطة، سيطر بيت لاو على وسائل الإعلام وشرع في اعتقال وسجن العديد من القادة العسكريين وأعضاء الحكومة السابقة. في مجتمع مركزي، بدأ الاقتصاد اللاوسي في التعثر، وأصبح عشرة بالمائة من البلاد لاجئين. من بين هؤلاء الأشخاص، أعيد توطين معظمهم في نهاية المطاف في بلدان أخرى، بما في ذلك الولايات المتحدة والصين وتايلاند، على الرغم من أنه بحلول عام 1999، عاد 29,000 من الهمونغ إلى لاوس. أطلقت الحكومة سراح معظم السجناء السياسيين في أوائل الثمانينيات من القرن العشرين. في حين أن دستورًا جديدًا سُن في عام 1992 يُجسد سياسات اجتماعية أكثر ليبرالية، بما في ذلك حرية الدين، واصلت الحكومة الشيوعية سياستها للسيطرة على الحياة الدينية. وبحلول عام 2000، كان لدى لاوس 29 رعية كاثوليكية وأقل من 20 كاهنًا يعملون بين المؤمنين، وحافظت الكنيسة على أكبر تأثير لها في المقاطعات الوسطى والجنوبية، بينما كانت المناطق الشمالية أكثر مقاومة لديانات الأقليات. واصلت الحكومة حظر المدارس الكاثوليكية في البلاد.

## الطوائف المسيحية

### البروتستانتية

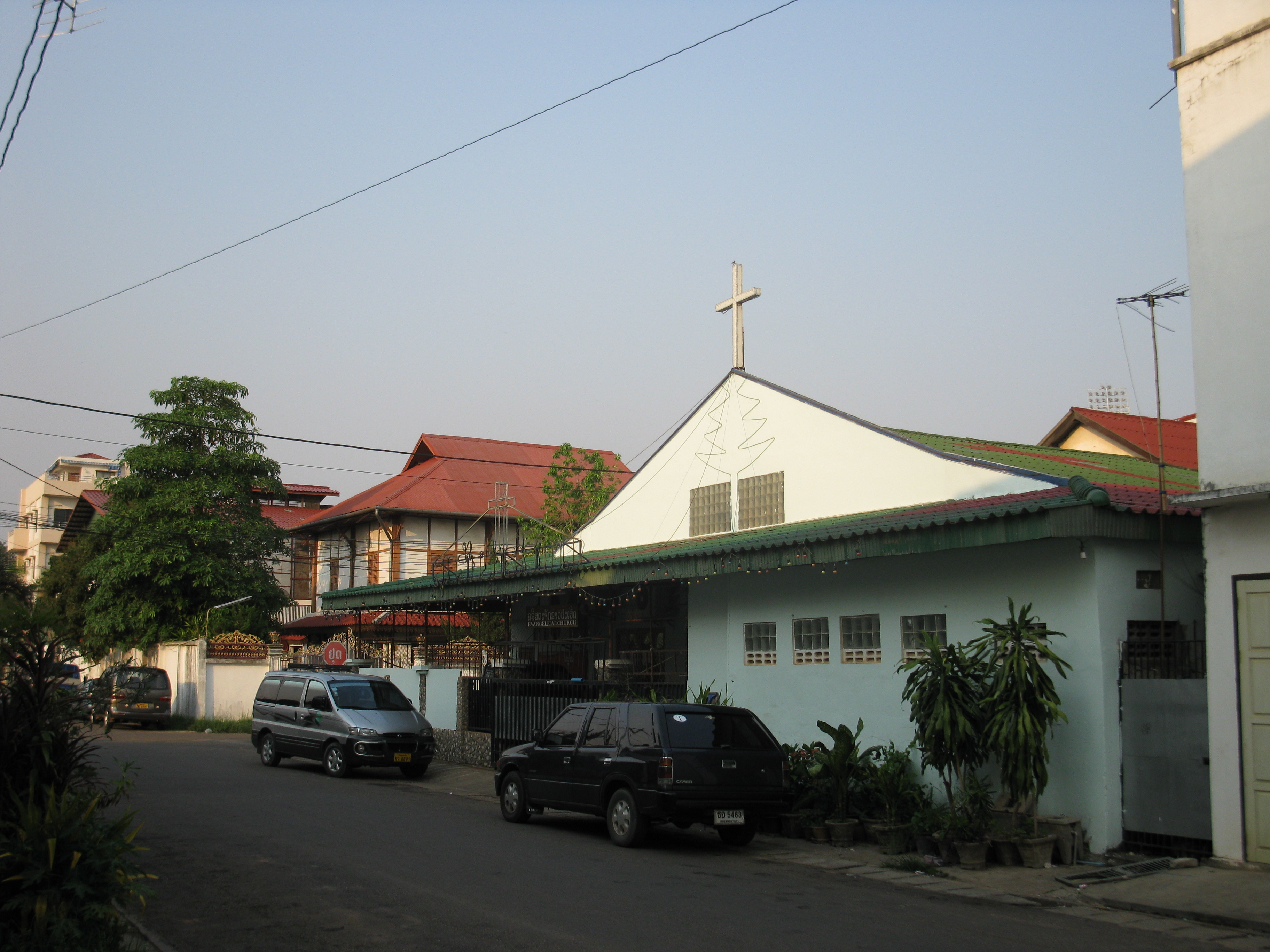
كنيسة بروتستانتية إنجيلية في لاوس.

وفقاً لتقديرات مركز بيو للأبحاث بلغت أعداد البروتستانت في لاوس حوالي 90,000 شخص. وتتبع حوالي 400 كنيسة عاملة في البلاد الطوائف البروتستانتية وتقدم الخدمات الدينيَّة في جميع أنحاء البلاد وقد نمت هذه الكنائس بسرعة في العقد الماضي. العديد من البروتستانت في البلاد هم من الجماعات الإثنيَّة المونية الخميرية خاصًة بين شعب خمو في الشمال وبين شعب برو في المحافظات الوسطى، كما توسعت أعداد البروتستانت بسرعة بين شعبي همونغ وياو. كما لدى الكنائس البروتستانتيَّة العديد من الأتباع في المناطق الحضريَّة وفي الأراضي المنخفضة. ويتركز معظم البروتستانت في بلدية فيينتيان وفي مقاطعات فيينتيان وسيابوري ولوانغ برابانغ وشينغ خوانغ وبوليخامساي وسافاناخيت وشامباساك وأتابيو وكذلك في منطقة سايسومبون الخاصة السابقة إلى جانب توجد تجمعات أصغر في جميع أنحاء البلد.
يعود تاريخ البروتستانتية في البلاد مع تأسيس المبشرين المشيخيين كنائس في تايلاند في عقد 1860 مما أدى إلى انتقال المبشرين من الكنائس السويدية والسويسرية شرقاً إلى لاوس في عام 1890 وعام 1902 على التوالي. ومع ذلك، لم تحقق البروتستانتية انتشاراً واسعاً الا مع دخول التحالف المسيحي التبشيري لاوس عام 1948. والتي جذبت في استقطاب الجماعات الإثنيَّة المونية الخميرية وغيرها من الأقليات الأخرى.
لا يعترف الحكومة رسمياً إلا بمجموعتين بروتستانتيتين وهما الكنيسة الإنجيلية في لاوس والكنيسة السبتيَّة. وتضم الكنيسة السبتيَّة حالياً أكثر قليلاً من ألف عضو على مستوى البلاد يتعبدون في أربعة كنائس، ويتركز معظمهم في بلدية فيينتيان وكذلك في مقاطعات بوكيو وبوليخامساي وتشامباساك ولوانغ برابانغ وشينغ خوانغ. هناك حضور لبعض الطوائف البروتستانتيَّة في البلاد، ولكنها غير معترف بها من قبل الحكومة، وتشمل هذه الكنائس كل من الكنيسة الميثودية وكنيسة المسيح وجمعيات الله واللوثرية والكنيسة المعمدانية، الأرقام الرسمية لأتباع هذه الطوائف غير متوفرة. ويعمل أيضاً كل من شهود يهوه وكنيسة يسوع المسيح لقديسي الأيام الأخيرة بشكل غير رسمي في لاوس.
الجماعات الدينية المسيحية لها حق في امتلاك العقارات، وذلك على الرغم من عدم الاعتراف بها رسميًا من قبل الحكومة. في عام 2005، تم إغلاق كنيسة بروتستانتية في مقاطعة سافانخت من قبل الحكومة. كانت نسبة المسيحيين بين شعب الهمونغ في لاوس حوالي 20% في عام 1998. وكان لهم حوالي 300 أبرشية، وقد نمت هذه الجماعة البروتستانتية بسرعة في العقد الماضي.

### الكاثوليكية

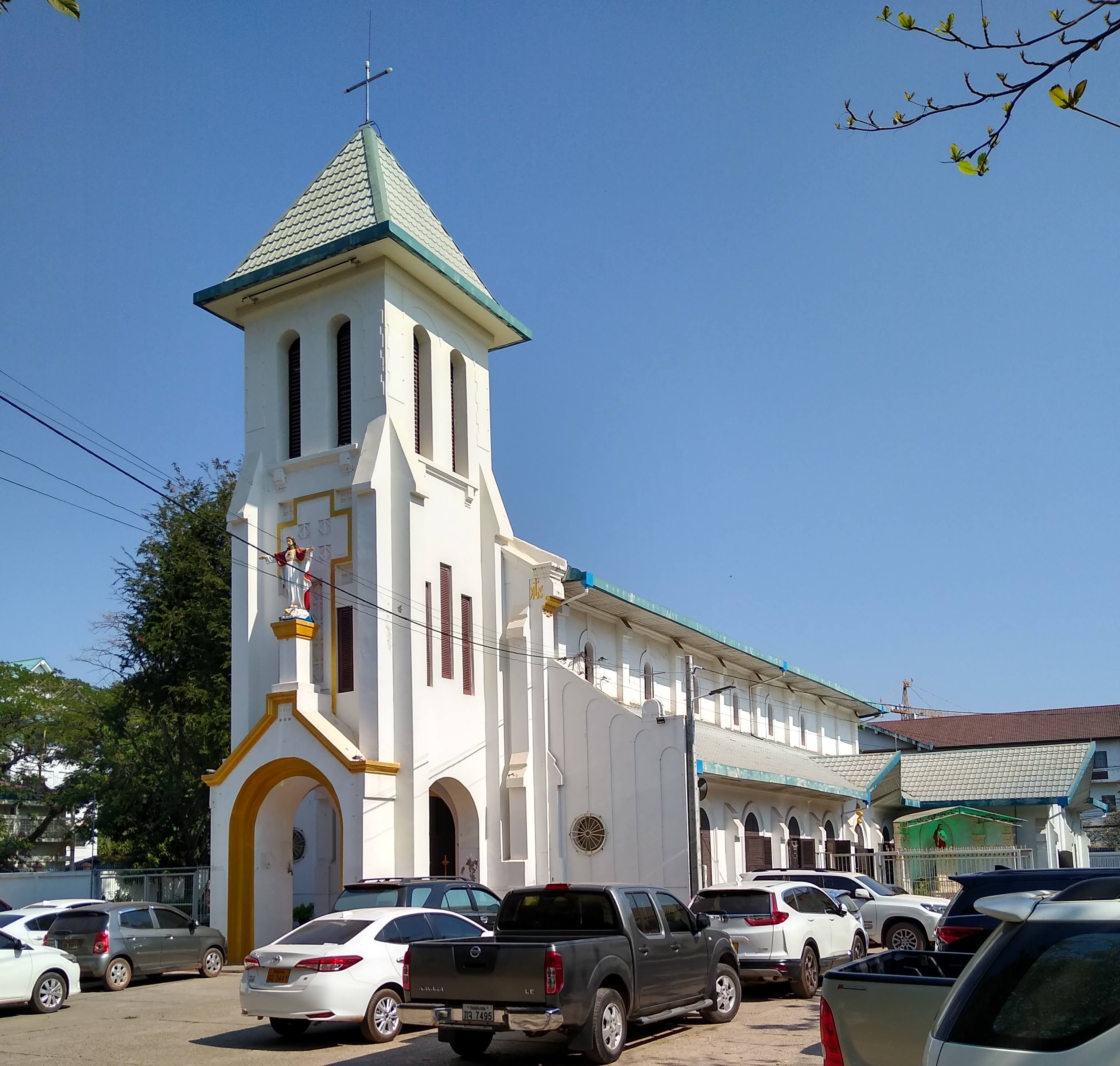
كاتدرائية القلب المقدس الكاثوليكية في فيينتيان: بُنيت غام 1928.

الكنيسة الكاثوليكية اللاوسيَّة هي جزء من الكنيسة الكاثوليكية العالمية في ظل القيادة الروحية للبابا في روما.وتعترف الحكومة الشيوعية بالكنيسة الكاثوليكية، وتقدَّر أعداد الكاثوليك وفقاً لمركز بيو للأبحاث عام 2010 حوالي 30,000 شخص، العديد منهم من ذوي الأصول العرقيَّة الفيتناميَّة، ويتركزون في المراكز الحضرية الرئيسية والمناطق المحيطة بها على طول نهر ميكونغ وفي المناطق الوسطى والجنوبية من البلاد. لدى الكنيسة الكاثوليكية حضور راسخ في خمس من المقاطعات الوسطى والجنوبية الأكثر اكتظاظاً بالسكان، وفي هذه المناطق يقدر لكاثوليك على العبادة بشكل علني، كما أنَّ أنشطة الكنيسة الكاثوليكية أكثر تقييداً في الشمال.
قام المبشرون اليسوعيون من فيتنام بعدة محاولات لدخول أراضي لاوس من عام 1630 فصاعدًا. ومع ذلك، لم يكن من الممكن إنشاء محطة إرسالية في بان دورن دون (جزيرة في نهر ميكونغ) قبل دخول مؤسسة بعثات باريس التبشيرية إلى البلاد في عام 1878. يعود حضور الكنيسة الكاثوليكية الحديث في البلاد إلى الحقبة الإستعماريَّة الفرنسيَّة. وبدأت الحركة الإنجيلية في التبشير في المنطقة بعد ذلك بوقت قصير. في الخمسينيات من القرن العشرين، حدث اختراق إنجيلي جدير بالملاحظة بين شعبي همونغ وياو على وجه الخصوص. بعد استيلاء الشيوعيين على السلطة في عام 1975، بدأت مشاعر قوية معادية للدين ومعادية للمسيحية لا تزال قائمة حتى يومنا هذا.
يُشرف واحد من اثنين من الأساقفة المقيمين في فيينتيان على أبرشية فيينتيان، وهي مسؤولة عن الجزء الأوسط من البلد. ويقيم أسقف لوانغ برابانغ في فينتيان. وقد تم تعيينه كمسؤول روحي عن الجزء الشمالي من البلاد، وعلى الرغم من أن الحكومة لم تسمح له بتولي منصبه، إلا أنه سُمح له بالسفر بزيارة التجمعات الكاثوليكية في شمال البلاد. وقد تم الإستيلاء على ممتلكات الكنيسة الكاثوليكيَّة في لوانغ برابانغ بعد عام 1975. وقد قام مركز تدريب كاثوليكي غير رسمي في ثاخك بإعداد عدد قليل من الكهنة لخدمة المجتمع الكاثوليكي المحلي. وتخدم العديد من الراهبات الأجانب مؤقتاً في أبرشية فيينتيان. لا توجد أبرشيات في البلاد، ولكنها كاثوليك البلاد متوزعين على نيابات رسوليَّة وهي النيابة الرسولية في لوانغ برابانغ، والنيابة الرسولية في باكسي، والنيابة الرسولية في سافاناخيت والنيابة الرسولية في فيينتيان.

## الوضع القانوني والاجتماعي

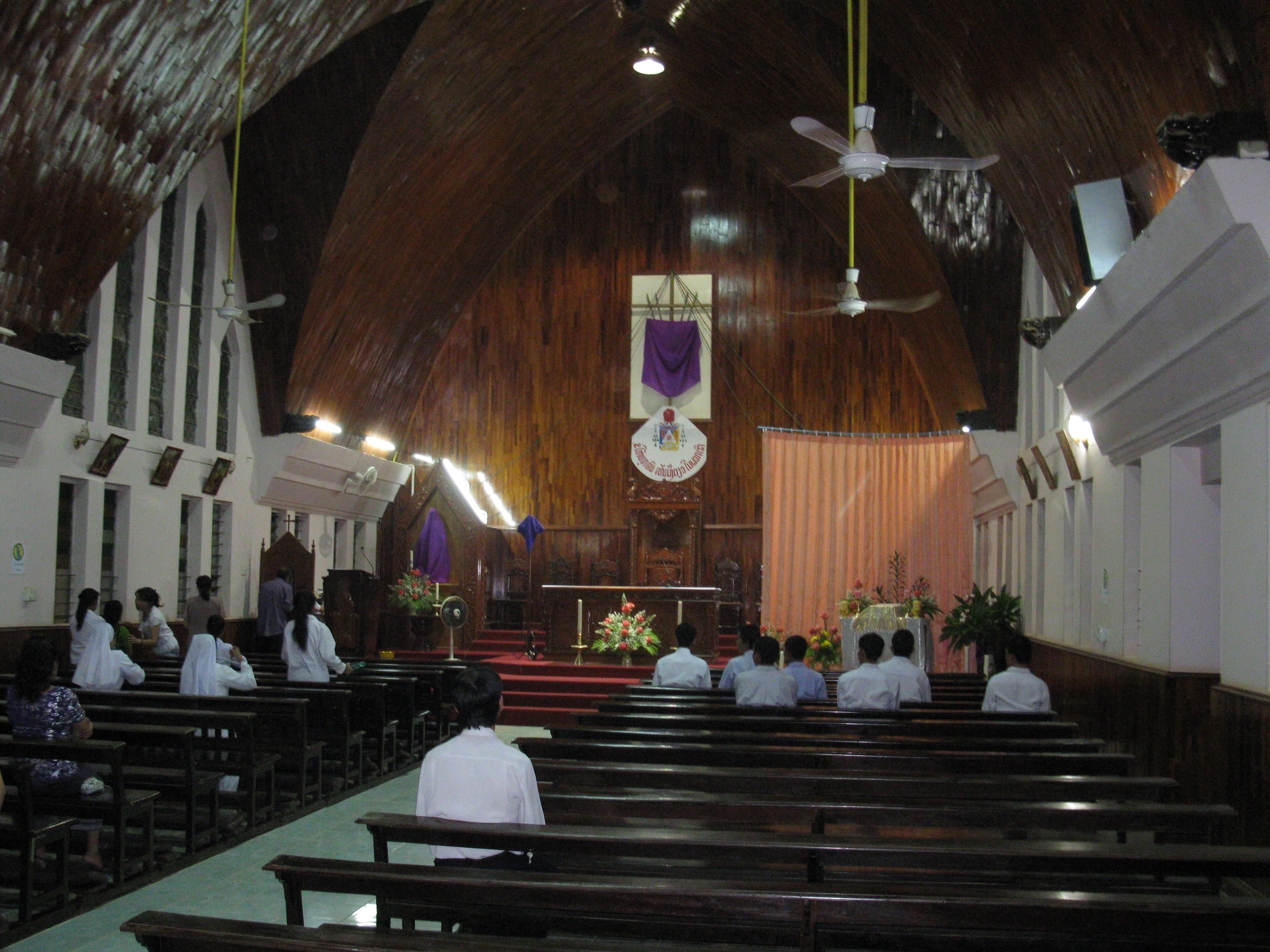
مسيحيون يؤدون الصلوات في بلدة ثاكيك.

بعد استيلاء الشيوعيين على السلطة في عام 1975، بدأت مشاعر قوية معادية للدين لا تزال قائمة حتى يومنا هذا. فر العديد من القادة المسيحيين من البلاد في ذلك الوقت، وظلت كنيسة لاوس الإنجيلية غير المنظمة ومعظم أعضائها صامتين وظلوا بعيدون عن الأنظار يمارسون العبادة في الكنائس المنزلية. وبسبب هذا، واجه مسيحيو لاوس اضطهادًا أقل من أولئك الموجودين في فيتنام المجاورة. ومع ذلك، عندما نهضت كنيسة لاوس الإنجيلية مرة أخرى في التسعينيات من القرن العشرين، ردت الحكومة باعتقال القادة المسيحيين، وإغلاق الكنائس، ومطالبة المسيحيين بالتوقيع على قسم بالتخلي عن عقيدتهم أو مواجهة المحاكمة. قُتل أو اختفى عدد قليل من المسيحيين خلال هذا العقد.
في حين تم التخلي عن المعتقدات الرئيسية للاقتصاد الماركسي منذ أكثر من عقدين من الزمن، لا يزال الحكام الشيوعيون ينظرون إلى المبادئ المعادية للدين على أنها ركيزة ضرورية للسيطرة السياسية والاجتماعية. يزيد هذا التحيز ضد الدين من خلال إرث حرب فيتنام، والذي يؤثر على موقف لاوس تجاه المسيحيين الإنجيليين ومعاملتهم بشكل خاص. حتى بعد مرور أربعة عقود، تم تصوير الإنجيليين في لاوس على أنهم طابور خامس ومرتبطون «بالعدو» - الولايات المتحدة-. وتخضع جميع المؤسسات الدينية لرقابة صارمة.
منذ عام 2000، تحسن الوضع ببطء لجميع الطوائف الدينية في لاوس. ومع ذلك، كانت هناك تقارير منتظمة تفيد بأن بعض المسيحيين من الأقليات العرقية قد أجبروا على ترك منازلهم وأمروا بالانتقال إلى أماكن يوجد بها مسيحيون آخرون من أجل الاحتفاظ بالمناطق الخالية من المسيحيين. واحتُجز البعض وفُرضت عليه غرامة، وأغلقت بعض دور العبادة لعدم وجود تصريح رسمي بذلك. أقلية برو هي إحدى المجموعات التي تعرضت لاضطهاد معين في السنوات الأخيرة.
يتعرض المسيحيين في لاوس لأشكال من الإضطهاد، وفقًا لتقارير من حكومة الولايات المتحدة وغيرها من الحكومات والمؤسسات الحقوقية كانت هناك محاولات من قبل الحكومة في لاوس لإجبار المسيحيين بالتخلي عن دينهم، وقد أغلقت عدد من الكنائس المسيحية. ووفقًا للتقارير هناك اثنين من السجناء الدينيين في لاوس، وكلاهما عضو من الكنيسة الإنجيلية في لاوس، كما تم إغلاق كنيسة في محافظة سافانخت من قبل الحكومة وذلك في عام 2005، وقد نفت الحكومة في لاوس أنها قد أغلقت الكنائس أو سجن المسيحيين بسبب معتقداهم. في عام 2010 دعت منظمة العفو الدولية الحكومة في لاوس للسماح بحرية التعبير.